# Криволукское муниципальное образование
Криволукское муниципальное образование — муниципальное образование со статусом сельского поселения в
Киренском районе Иркутской области России. Административный центр — посёлок Кривая Лука.

## Демография
По результатам Всероссийской переписи населения 2010 года
численность населения муниципального образования составила 398 человек, в том числе 190 мужчин и 208 женщин.

## Населённые пункты
В состав муниципального образования входят населённые пункты
- Кривая Лука
- Заборье[2]